# Dwór w Radzikowie
Dwór w Radzikowie – zabytkowy dwór wybudowany w 1526 r., w miejscowości Radzików.

## Historia
Dwuskrzydłowy zabytek w ruinie zwieńczony był dachem naczółkowym z lukarnami. Obiekt jest częścią zespołu dworskiego, w skład którego wchodzą pozostałości fosy i dawnego folwarku z chlewnią i magazynami z 1890 r.